# Гольдштейн, Джек
Джек Гольдштейн (27 сентября 1945, Монреаль, Квебек — 14 марта 2003, Сан-Бернардино, Калифорния) — калифорнийский (США) деятель современного искусства, в том числе художник, канадского происхождения. Автор множества перфомансов, двухминутной заставки Metro-Goldwyn Mayer (1975) с рычащим львом, а также заставки Shane (1975), названной в честь дрессированной немецкой овчарки, лаявшей на камеру по команде остававшегося за кадром человека.

## Биография
Джек Гольдштейн родился в еврейской семье в Монреале (Квебек). Мальчиком он переехал в Лос-Анджелес, где в 1960-е годы посещал старшую школу. В 1972 году получил MFA и затем делил свое время между восточным (Нью-Йорк) и западным побережьем США.
В 1970-е годы перестал появляться в своих фильмах и перформансах сам, нанимая для этого актёров. В конце этого десятилетия он начал концентрировать свои усилия на рисовании. Его картины были основаны на фотографиях природных явлений, достижений науки и технологий. Также он был одним из первых современных художников, нанимавших для выполнения (или, скорее, окончания) своей работы других живописцев.
«Салонная живопись», к которой относились живописные работы Гольдштейна, представляла собой настоящие произведения искусства, в которых художник мог выразить себя и которые, при этом, предназначались для продажи богатым людям.
В 1980-е годы спрос на «салонную живопись» стал падать и работы Гольдштейна теперь продавались относительно плохо.
В начале 1990-х годов Джек покинул Нью-Йорк и вернулся в Калифорнию, где следующие (и последние в своей жизни) десять лет прожил в относительной изоляции. В начале XXI века интерес к его творчеству, при этом, пережил некоторое возрождение.
Джек Гольдштейн покончил с собой, повесившись в Сан-Бернардино, штат Калифорния. Уже меньше чем через год, в 2004, его заслуги отметили на Биеннале Уитни. Гольдштейн оказал влияние на целое поколение деятелей искусства своим концептуальным и репрезентативным подходом. Однако, не смотря на это, многие представители молодого поколения художников и артистов сегодня даже не знают о нём.
В 2014, уже после смерти художника, о нём был снят документальный фильм «Jack Goldstein: Pictures and Sounds». Выставки Гольдштейна продолжают проходить по состоянию на 2019 год. Его картины представлены в экспозиции лос-анджелесской галереt 1301PE.